# Patinaje de velocidad en pista corta en los Juegos Olímpicos de Milán-Cortina d'Ampezzo 2026
Las competiciones de patinaje de velocidad en pista corta en los Juegos Olímpicos de Milán-Cortina d'Ampezzo 2026 se realizarán en el Mediolanum Forum de Milán en febrero de 2026.
En total se disputarán en este deporte nueve pruebas diferentes, cuatro masculinas, cuatro femeninas y una mixta.